# ザガジグ大学
ザガジグ大学（アラビア語: جامعة الزقازيق、英語: Zagazig University）は、エジプト・シャルキーヤ県ザガジグにある公立大学。1974年に設立された。現学長は、ムハンマド・マフムード・アブドルアール。

## 関係人物
- ムハンマド・ムルシー - 元工学部教授、エジプト大統領
- アフマド・ファフミー - 薬学部教授、諮問評議会（シューラー議会、上院）議長